# Милан Јовановић Морски
Милан Јовановић, „Морски” (Јарковац, 24. април 1834 — Београд, 6. јун 1896) био је српски лекар, академик СКА, књижевник и национални радник, светски путник и путописац.
Због честих поморских путовања на броду (као бродски лекар за путнике) на Исток и Индију прозван је Морски и Бомбајац. Објавио је много стручних и популарних књига, позоришних дела и путописа. У Србији је био: редовни члан Одсека јестаственичког, математичарског и Одсека уметничког Српског ученог друштва, секретар Српског лекарског друштва, предавач и лекар, дописни а потом и прави члан Академије уметности, и уредник часописа „Отаџбина” и учесник многих културно-националних подухвата.

## Живот и каријера
Рођен је 24. април 1834. године у милитарском селу аустроугарске Војне границе Јарковцу, у Банату, у том периоду у саставу Аустријског царства, у породици трговца Лазара Јовановића. Још од ране младости Милан је био немирног и свезнадарског духа, попут свог великог књижевног претка и земљака Доситеја Обрадовића. Успео је да сврши гимназију у школама у Вршцу, Темишвару и Пешти, у којој је 1854 – положио матурски испит.
Дипломира је медицину на бечком Универзитету 1865. године, уз финансију подршку спахије Јагодића. У току студија био је први председник бечког удружења српских студената из Војводине, „Зора”, основаног 1863. године.
Године 1867. промовисан је за доктора медицине у Лајпцигу.
Као човек немирног и истраживачког духа провео је извесно врема на бродским линијама бечког „Лојда”. На овим путовањима настале су његове три вредне збирке путописа и новела. Због честих поморских путовања на броду (као бродски лекар за путнике) за Кину, Индију и друге земље Истока, прозван је „Морски" и „Бомбајац".
По повратку у Краљевину Србију од 1865–1869. године био је предавач судске медицине и хонорарни предавач дијететике (хигијене) на београдској Великој школи. Истовремено био је и професор физике, хемије, дијететике и земљописа у Вишој женској школи. У Новом Саду је члан књижевног одбора и подпредседник Матице српске. Један је од покретача новосадског часописа "Јавор" 1874. године.
Мењајући непрестано радна места и градове Обављао је и друге дужности попут ових:
- управитеља Новосадске гимназије и приватног лекар у Новом Саду (1871—1875)
- општинског лекара (физикуса) у Херцег Новом (1875–1876),
- лекар кнежеве породице на Цетињу — придворног лекара породице књаза Николе Петровића и васпитача престолонаследника Данила (1876–1879),
- професора дијететике са домаћим лекарством и лекара Богословије (1865—1869 )
- бродског лекара Аустријског паробродског друштва Лојд (1879—1881)
- лекара на изградњи српске железнице (1882—1884)
- резервног санитетског капетана II класе, пуковског лекара Шумадијског коњичког пука (1885—1886)
- професора војне хигијене на Војној академији, где је предавао и немачки и француски језик, и истовремено као лекар бринуо о здрављу питомаца (1888—1896)

Преминуо је у Београд, 6. јуна 1896. године у 62 години живота.

## Дело
Милан Јовановић је био први професор Хигијене у Србији, и то у периоду развоја медицине, када се ни на страним универзитетима хигијена није сматрала засебном науком. Један од његовиг ђака, др Јован Данић, касније уредника Српског архива за целокупно лекарство, 1896. године о томе је написао:
Нећемо никада заборавити његова предавања, и може се слободно рећи да је у то доба он био један од најомиљенијих професора.
Милан Јовановић Морски је аутор неколико универзитетских уџбеника и писац три вредне збирке путописа и новела. Бавио се и сликарством и тако постао аутор већег броја занимљивих акварела са мотивима Средоземља, захваљујући којима је постао члан Академије уметности СКА.

## Патриотизам Милана Јовановића
У првој побуни српског народа у земљи Херцеговој, под вођством војводе Луке Вукаловића и попа Богдана Зимоњића која је трајала од 1852. до 1862. године, покренуте и примером борбе за уједињење коју је у Италији водио Гарибалди, у Херцег Нови је дошао Милана Јовановић за општинског лекара и у њему водио бригу о рањеницима и прогнаницима.
Као дете равнице пореклом из милитарске вароши аустроугарске на Војној Граници, овај српски патриота као лекар ставио се на располагање и херцеговачким устаницама, када је, 1875. године букнула „Невесињска пушка”.Тада је Јовановић учествовао и у здравственом збрињавању велико броја стараца, жена и деце који су се склонили испред турског зулума у Херцег Нови и његову околину.

## Књижевна дела
Књижевним радом Јовановић се бавио од студентских дана – писао је приповетке, драме, комедије, путописе, књижевне, позоришне и музичке критике, уређивао је и издавао часописе. За живота, Јовановић је објавио већи број дела од којих су значајнија у следећим областима: 
Путописне збирке
- "С мора и са сува" (СКЗ)
- “Тамо амо по Истоку” (СКЗ)
- “Горе-доле по Напуљу” (СКЗ)
- "Љубавна писма" и "Галебови" (Јавор)
- Тешки дани (Отаџбина)
- Из далека (Коло)
- Новији путописи (Дело и Бранково коло)

Драме
- “Краљева Сеја”,
- “Демон”,
- “Сан и јава”
- “Несуђени”,

Критике
Јовановић је аутор већег броја књижевних, музичких и ликовних критика. 
Преводи
- Шекспирове комедије “Мера за меру”,
- Бројних литерарних текстова са енглеског, немачког и руског језика.